# 352
352 (CCCLII) fue un año bisiesto comenzado en miércoles del calendario juliano, en vigor en aquella fecha.
En el Imperio romano, el año fue nombrado como el del consulado de Decencio y Paulo , o menos comúnmente, como el 1105 Ab urbe condita, adquiriendo su denominación como 352 a principios de la Edad Media, al establecerse el anno Domini.

## Acontecimientos

### Imperio romano
- La máxima magistratura romana, el consulado, es dividida en dos igual que se había hecho ya con el gobierno imperial: Oriente y Occidente. Mientras Decencio y Paulo son cónsules en Roma, Constancio (el propio emperador) y Constancio  (su primo y césar) lo son en Oriente.

### Religión
- 17 de marzo: Liberio es elegido papa.

## Fallecimientos
- 12 de abril: Julio I, papa.